# Mięta pieprzowa

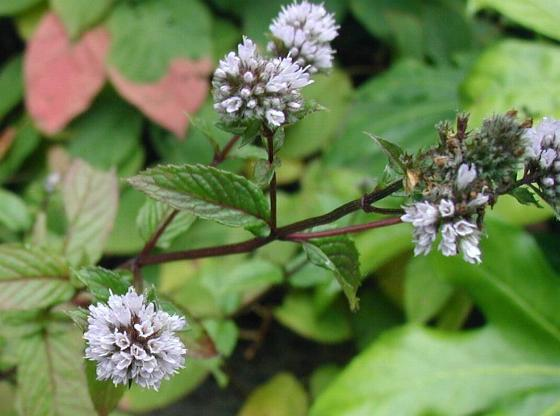
Mięta 'czarna'

Mięta pieprzowa, mięta lekarska (Mentha ×piperita L.) – gatunek rośliny należący do rodziny jasnotowatych. Spontaniczny mieszaniec międzygatunkowy mięty nadwodnej (M. aquatica) i mięty zielonej (M. spicata) powstały prawdopodobnie w Anglii i tam wprowadzony do uprawy w XVIII w., początkowo w hrabstwie Surrey, a potem w okręgu Mitcham. Tam też zaczęto go uprawiać i z tego terenu pochodzi pierwszy opis zawarty w "Ray, 1724 Synopsis Methodica Stirpium Britannicarum table 10. figure 2. p. 234". Jest rośliną uprawną, czasami dziczejącą (efemerofit). Inne nazwy: miętkiew, miętkiewa.

## Morfologia
PokrójZielna roślina o pokroju krzewiastym do 90 cm wysokości, wytwarzająca poziome kłącza tuż pod poziomem gruntu (białe) lub powierzchniowe (zielone) (w zależności od wilgotności podłoża).
ŁodygaWzniesiona, gałęzista (rozgałęziająca się w okółkach liści), 4-kanciasta, o rzadkim owłosieniu na kantach, zielona do brunatnobrązowej w zależności od odmiany, o pustych międzywęzłach lub wypełnionych rzadką parenchymą.
LiścieLiść ma długość 3–9 cm i 1–3 cm szerokości. Zielona lub brunatnawozielona blaszka jest owalna lub lancetowata, o zaostrzonym szczycie, ostro ząbkowanym brzegu i asymetrycznej nasadzie. Unerwienie jest pierzaste, uwypuklone na dolnej powierzchni z nerwami bocznymi odchodzącymi od nerwu głównego pod kątem ok. 45°. Powierzchnia dolna jest delikatnie omszona, włoski wydzielnicze widoczne są pod lupą (6x) jako jasnożółtawe punkty. Zielony lub brunatnawofioletowy ogonek liściowy jest bruzdowany, o wymiarach zazwyczaj do 1 mm średnicy i 0,5–1 cm długości.
KwiatyW nibyokółkach, zebrane w kątach liści, tworzące nibykłos o walcowatym kształcie. Kwiaty drobne, 5-6 mm długości, obupłciowe lub tylko słupkowe, różowe, czerwonawe do liliowych, kielich rurkowaty o 5 ząbkach, 10-12 nerwowy, lekko bruzdkowany od wystających nerwów i gruczołkowato kropkowany. Pręciki cztery, fioletowe, krótsze od korony.
OwoceRozłupnia rozpadająca się na cztery rozłupki.

## Biologia i ekologia
Bylina, hemikryptofit. Kwitnie od lipca do sierpnia. Roślina obcopylna. W rzeczywistości mieszaniec jest praktycznie bezpłodny, najczęściej jedna łodyga zawiązuje jeden owoc, a ze stu owoców tylko 10 jest zdolnych do kiełkowania. W uprawie stosuje się wyłącznie rozmnażanie wegetatywne z podziału roślin lub podziału kłączy.
Roślina lubiąca gleby świeże, dość ciężkie, w miarę wilgotne.

## Zastosowanie

### Roślina lecznicza
Surowiec zielarskiLiść mięty pieprzowej (Menthae piperitae folium) – całe lub rozdrobnione wysuszone liście o zawartości nie mniej niż 9 ml/kg substancji roślinnej. Głównymi składnikami są: olejek miętowy, kwas askorbinowy (25 mg%), karoten (do 40 mg%), rutyna (14 mg%), apigenina, betaina, kwas oleanowy i ursolowy.
DziałanieLiście zwiększają wydzielanie soku żołądkowego, pobudzają wytwarzanie żółci, usprawniają pracę jelit. Stosowane są jako środek wiatropędny, przy zaburzeniach trawienia, w schorzeniach wątroby i dróg żółciowych. Mają także właściwości przeciwbakteryjne i nieznacznie uspokajające. Olejek miętowy ma podobne, ale silniejsze działanie, szczególnie jako środek odkażający i uspokajający. Stosowany zewnętrznie w nieżycie nosa, do inhalacji przy nieżytach gardła i oskrzeli. Stanowi także składnik preparatów do użytku wewnętrznego przy zapaleniu dróg żółciowych i w schorzeniach wątroby lub jelit.

### Roślina kosmetyczna
Zawarty w jej zielu mentol jest podstawowym surowcem do produkcji pasty do zębów, płynów do ust, kremów do masażu, dodatków do kąpieli i innych kosmetyków. Menton natomiast jest wykorzystywany jako składnik perfum.

## Zmienność
Znanych jest wiele odmian i kultywarów:
- Mentha ×piperita L. var. officinalis Sole f. pallescens Camus – mięta biała, m. francuska: liście i łodygi jasnozielone, bez antocyjanów. Uzyskiwany z surowca olejek uchodzi za "subtelniejszy" od olejku z mięty czarnej, ale plon ziela i wydajność olejku mniejsza niż u mięty czarnej. Częściej używana w zielarstwie i do produkcji "herbatek".
- Mentha ×piperita L. var. officinalis Sole f. rubescens Camus et E. G. (Mentha ×piperita var. vulgaris) – mięta czarna, m. angielska, m. Mitcham: liście ciemnozielone, nerwy po spodniej stronie i łodygi przebarwione antocyjanem na kolor fioletowoczerwony. W Polsce główny surowiec przemysłowy do pozyskiwania olejku miętowego.
- Mentha ×piperita L. var. silvestris – mięta węgierska
- Mentha ×piperita var. ouweneelii J.Lebeau & J.Lambinon (Mentha aquatica ×(Mentha longifolia ×Mentha suaveolens)
- Mentha ×piperita L. f. foliis variegatis
- Mentha ×piperita L. var. crispa

## Uprawa
Jest bardzo łatwa w uprawie. Rozmnaża się wyłącznie wegetatywnie, przez podział kłączy. Ze względu na jej dużą ekspansywność należy oddzielać ją od innych roślin uprawnych, gdyż łatwo je zagłusza i staje się chwastem. Najlepiej rośnie na żyznej, próchnicznej glebie i na słonecznym stanowisku. Jest w pełni mrozoodporna (strefy mrozoodporności 3-9).